# Xã Index, Quận Cass, Missouri
Xã Index (tiếng Anh: Index Township) là một xã thuộc quận Cass, tiểu bang Missouri, Hoa Kỳ. Năm 2010, dân số của xã này là 1.401 người.